# 次第
| ウィキペディアには「次第」という見出しの百科事典記事はありません（タイトルに「次第」を含むページの一覧/「次第」で始まるページの一覧）。 代わりにウィクショナリーのページ「次第」が役に立つかもしれません。 |